# Dizionario Biografico degli Italiani
El Dizionario Biografico degli Italiani (dbi, Diccionari biogràfic d'italians) és un Diccionari biogràfic italià publicat per l'Istituto della Enciclopedia italiana. Conté persones difuntes que van néixer a Itàlia després del final de l'Imperi romà d'Occident o que hi van treballar, passant-hi una part substancial de les seves vides.
Des de 1929, el treball preparatori es va dur a terme sota la direcció de Fortunato Pintor, que va romandre com a director de la companyia fins al 1959. Es van planificar 110 volums amb aproximadament 40.000 biografies i un total d'unes 80.000 pàgines. El 1960, el primer volum, Aaron-Albertucci, va ser llançat amb una introducció d'Aldo Ferrabino. A finals del 2018 s'havien publicat 92 volums fins a la paraula clau Sisto IV. La línia va ser iniciada per Fortunato Pintor, 1959-1985, en mans d'Alberto M. Ghisalberti, seguit per Massimiliano Pavan, del 1985 al 1990, Fiorella Bartoccini i Mario Caravale, del 1990 al 1998. Del 1999 al 2010, Mario Caravale va ser l'únic director. El 2018, Raffaele Romanelli era l'editor responsable (Direttore Scientifico) des de 2010.
Cada article, titulat Fonti e bibliografia, conté extenses referències a les fonts impreses i no impreses, així com la bibliografia pertinent. Totes les entrades reben el nom dels autors respectius.
A principis del 2009, els articles dels volums publicats fins aquell moment es van posar en accés lliure en línia. Per a les "entrades" que encara no s'havien publicat, es van fer disponibles les compilacions editorials, que eren de diferents àmbits i que normalment no contenien cap mena de referència a la literatura. en la versió en línia dels volums completats, les entrades detallades també han estat disponibles des d'aleshores almenys les de prominents persones històriques, el text del qual ja no s'inclou en la versió impresa del la qual hi ha referències a la versió accessible a Internet.
A partir de juliol de 2019, l'accessibilitat gratuïta dels articles DBI es va restringir d'una manera opaca. El nombre màxim d'elements que es podien consultar lliurement cada mes no es va donar enlloc. Si aquest límit s'excedia, els articles ja no eren visibles si no s'estava subscrit. Tanmateix el 20 de novembre de 2019, es va informar als subscriptors que la versió en línia del DBI tornava a estar disponible de manera gratuïta.

## Volums publicats
- 1: Aaron-Albertucci
- 2: Albicante-Ammannati
- 3: Ammirato-Arcoleo
- 4: Arconati-Bacaredda
- 5: Bacca-Baratta
- 6: Baratteri-Bartolozzi
- 7: Bartolucci-Bellotto
- 8: Bellucci-Beregan
- 9: Berengario-Biagini
- 10: Biagio-Boccaccio
- 11: Boccadibue-Bonetti
- 12: Bonfadini-Borrello
- 13: Borremans-Brancazolo
- 14: Branchi-Buffetti
- 15: Buffoli-Caccianemici
- 16: Caccianiga-Caluso
- 17: Calvart-Canefri
- 18: Canella-Cappello
- 19: Cappi-Cardona
- 20: Carducci-Carusi
- 21: Caruso-Castelnuovo
- 22: Castelvetro-Cavallotti
- 23: Cavallucci-Cerretesi
- 24: Cerreto-Chini
- 25: Chinzer-Cirni
- 26: Cironi-Collegno
- 27: Collenuccio-Confortini
- 28: Conforto-Cordero
- 29: Cordier-Corvo
- 30: Cosattini-Crispolto
- 31: Cristaldi-Dalla Nave
- 32: Dall'Anconata-Da Ronco
- 33: D'Asaro-De Foresta
- 34: Primo supplemento A-C
- 35: Indice A-C
- 36: De Fornari-Della Fonte
- 37: Della Fratta-Della Volpaia
- 38: Della Volpe-Denza
- 39: Deodato-Di Falco
- 40: Di Fausto-Donadoni
- 41: Donaggio-Dugnani
- 42: Dugoni-Enza
- 43: Enzo-Fabrizi
- 44: Fabron-Farina
- 45: Farinacci-Fedrigo
- 46: Feducci-Ferrerio
- 47: Ferrero-Filonardi
- 48: Filoni-Forghieri
- 49: Forino-Francesco da Serino
- 50: Francesco 1. Sforza-Gabbi
- 51: Gabbiani-Gamba
- 52: Gambacorta-Gelasio 2
- 53: Gelati-Ghisalberti
- 54: Ghiselli-Gimma
- 55: Ginammi-Giovanni da Crema
- 56: Giovanni Di Crescenzio-Giulietti
- 57: Giulini-Gonzaga
- 58: Gonzales-Graziani
- 59: Graziano-Grossi Gondi
- 60: Grosso-Guglielmo da Forli
- 61: Guglielmo Gonzaga-Jacobini
- 62: Iacobiti-Labriola
- 63: Labroca-Laterza
- 64: Latilla-Levi Montalcini
- 65: Levis-Lorenzetti
- 66: Lorenzetto-Macchetti
- 67: Macchi-Malaspina
- 68: Malatacca-Mangelli
- 69: Mangiabotti-Marconi
- 70: Marcora-Marsilio
- 71: Marsilli-Massimino da Salerno
- 72: Massimo-Mechetti
- 73: Meda-Messadaglia
- 74: Messi-Miraglia
- 75: Miranda-Montano
- 76: Montauti-Morlaiter
- 77: Morlini-Natolini
- 78: Natta-Nurra
- 79: Nursio-Ottolini Visconti
- 80: Ottone-Pansa
- 81: Pansini-Pazienza
- 82: Pazzi-Pia (2015)
- 83: Piacentini-Pio V
- 84: Piovene-Ponzo
- 85: Ponzone-Quercia
- 86: Querenghi-Rensi
- 87: Renzi-Robortello (2016)
- 88: Robusti-Roverella (2017)
- 89: Rovereto-Salvemini (2017)
- 90: Salvestrini-Saviozzo da Siena (2017)
- 91: Savoia-Semeria (2018)
- 92: Semino-Sisto IV (2018)